# Vuelta a San Juan
Vuelta a San Juan är ett etapplopp i landsvägscykling för herrar som hålls i provinsen San Juan i Argentina. Loppet hölls för första gången 1982. Loppet har tidigare varit en del av UCI America Tour men var från 2020 till 2023 en del av UCI ProSeries, dock inställd under både 2021 och 2022.

## Vinnare
| År                                        | Vinnare           | Tvåa               | Trea              |          |
| ----------------------------------------- | ----------------- | ------------------ | ----------------- | -------- |
| 1982                                      | Eduardo Trillini  |                    |                   |          |
| 1983                                      | Víctor Caro       |                    |                   |          |
| 1984                                      | Pedro Chirino     |                    |                   |          |
| 1985                                      | Ramón Sánchez     |                    |                   |          |
| 1986                                      | Ramón Sánchez     |                    |                   |          |
| 1987                                      | Daniel Castro     |                    |                   |          |
| 1988                                      | Luis Moyano       |                    |                   |          |
| 1989                                      | Alberto Bravo     |                    |                   |          |
| 1990                                      | Javier Argonz     |                    |                   |          |
| 1991                                      | Alberto Bravo     |                    |                   |          |
| 1992                                      | Alberto Bravo     |                    |                   |          |
| 1993                                      | Juan Agüero       |                    |                   |          |
| 1994                                      | Juan Agüero       |                    |                   |          |
| 1995                                      | David Kenig       |                    |                   |          |
| 1996                                      | Raúl Ruarte       |                    |                   |          |
| 1997                                      | Eduardo Mulet     |                    |                   |          |
| 1998                                      | Gonzalo Salas     |                    |                   |          |
| 1999                                      | Gustavo Toledo    |                    |                   |          |
| 2000 ingen tävling                        |                   |                    |                   |          |
| 2001                                      | Edgardo Simón     |                    |                   |          |
| 2002                                      | Edgardo Simón     | Guillermo Brunetta | Óscar Villalobo   |          |
| 2003                                      | Óscar Villalobo   | Fernando Antogna   | Juan Curuchet     |          |
| 2004                                      | Óscar Villalobo   | Jorge Giacinti     | Edgardo Simón     |          |
| 2005                                      | Luciano Montivero | Gustavo Toledo     | Javier Páez       |          |
| 2006                                      | Gerardo Fernández | Claudio Flores     | César Sigura      |          |
| 2007                                      | Luciano Montivero | Darío Díaz         | Juan Pablo Dotti  |          |
| 2008                                      | Pedro González    | Gabriel Brizuela   | Ricardo Julio     |          |
| 2009                                      | Gerardo Fernández | Matías Médici      | Luciano Montivero |          |
| 2010                                      | Juan Pablo Dotti  | Luciano Montivero  | Alvaro Algiró     |          |
| 2011                                      | Daniel Zamora     | Juan Pablo Dotti   | Ignacio Pereyra   |          |
| 2012                                      | Juan Pablo Dotti  | Daniel Zamora      | Emanuel Saldaño   |          |
| 2013                                      | Daniel Zamora     | Roberto Richeze    | Lucas Lopardo     |          |
| 2014                                      | Laureano Rosas    | Ricardo Escuela    | Roberto Richeze   |          |
| 2015                                      | Laureano Rosas    | Ricardo Escuela    | Juan Melivilo     |          |
| 2016                                      | Laureano Rosas    | Juan Pablo Dotti   | Ricardo Escuela   |          |
| Vuelta a San Juan Internacional - UCI 2.1 |                   |                    |                   |          |
| 2017                                      | Bauke Mollema     | Óscar Sevilla      | Rodolfo Torres    |          |
| 2018                                      | Óscar Sevilla     | Filippo Ganna      | Rodolfo Torres    |          |
| 2019                                      | Winner Anacona    | Julian Alaphilippe | Óscar Sevilla     |          |
| 2020                                      | Remco Evenepoel   | Filippo Ganna      | Óscar Sevilla     |          |
| 2021                                      | inställt          | inställt           | inställt          | inställt |
| 2022                                      | inställt          | inställt           | inställt          | inställt |
| 2023                                      | Filippo Ganna     | Sergio Higuita     | Einer Rubio       |          |